# Elisa Feliz
Elisa Féliz (nacida el 21 de marzo de 1988 en Santo Domingo) es una historietista dominicana, conocida por su trabajo en las series Charmed (cómic), publicada por Zenescope Entertainment, "Heroic: a Womanthology" publicada por IDW Publishing, entre otros. Es la dueña y fundadora de XSIDE Comics y de Elliz Clothing. Féliz también se dedica a la producción musical bajo el nombre DJ Ellix

## Biografía
Elisa, siendo autodidacta y precoz, también se dedica desde temprana edad a carreras como el concept art, diseño web, diseño gráfico, arte gráfico, escritura creativa, creación de videojuegos, fotografía, diseño de modas y producción de música incidental, entre otras...
Su primer comic strip fue publicado en 1998 en el principal periódico dominicano, el Listín Diario, años antes de que empezara su carrera en el negocio de los comic books en Estados Unidos.
Poco después de haber iniciado su carrera en la industria de cómics estadounidense, Elisa se trasladó a Dover, New Jersey para atender la Kubert School, fundada por la conocida leyenda de los cómics, Joe Kubert. En el año 2011 se graduó con honores e inmediatamente empezó a trabajar en el primer volumen de la popular antología "Heroic: A Womanthology", un proyecto realizado únicamente por mujeres de la industria de cómics, incluyendo a los nombres más grandes como Gail Simone, Nei Ruffino, Devin Grayson, Renae De Liz, Colleen Doran, entre otras. La antología fue publicada por IDW Publishing y ha recibido solo críticas positivas.
Entre sus trabajos más conocidos también se encuentran la serie Charmed (cómic) publicado por Zenescope Entertainment, "Heroic: a Womanthology" publicao por IDW Publishing), Mercy Sparx: Year One |fechaacceso=11 de enero de 2021 </ref> publicado por Devil's Due Publishing y la serie "Dallas: The Gathering", basada en Dallas.

### Arte Interior
- Markosia
  - Jane Jet: Book One - Nuclear Shadows (Dibujante/Entintadora/Colorista)
- Devil's Due Comics
  - Mercy Sparx: Year One (Dibujante)
- Zenescope Entertainment
  - Charmed (cómic) Temporada 10 #1-20 (Dibujante)
- Aspen Comics
  - Michael Turner Legacy Issue (Dibujante)
- Girl Scouts of the USA
  - Your Multi-Gen Workforce (Dibujante/Entintadora/Letterer)
- IDW Publishing
  - Womanthology Volume 1: Heroic (Dibujante/Entintadora)
- Marvel Comics
  - Varios (Asistente de Color)
- Silent Nemesis Workshop
  - Villikon Chronicles: Proclivity #5 (Dibujante)
  - Dallas: Gathering for the departed #9 (Dibujante)
  - Dallas: The Gathering #2 (Dibujante/Colorista)
- Speakeasy Primates
  - Knight Reavers #1 (Dibujante/Entintadora/Guionista)
- MC Studios
  - RX Tales (Dibujante/Entintadora/Guionista)
- XSIDE Comics
  - Le Strade della Vendetta (Entintadora/Colorista/Editora)
  - Alice In Nightmareland (Dibujante/Entintadora/Colorista)
- 803 Studios
  - K.I.P.: Knowledge Is Power (Colorista)

### Arte de portada
- Rippaverse
  - Saoirse (Dibujante)
- Girl Scouts of the USA
  - Your Multi-Gen Workforce (Dibujante/Entintadora/Logo)
- Silent Nemesis Workshop
  - Villikon Chronicles: Proclivity #2,3,5 and 6 (Dibujante)
  - Dallas: The Gathering #2 (Dibujante/Colorista)
- MC Studios
  - RX Tales (Colorista)

## Premios y nominaciones

### Premios
- 2023 Lux Life Achievement Awards "Best Streetwear Brand" (Elliz Clothing)
- 2022 Era Women Leaders Magazine’s “10 Most Inspiring Women Leaders of 2022”
- 2020 Lux Life Achievement Awards "Best Streetwear Brand of the American continent" (Elliz Clothing)
- 2019 A-Design Award (Elliz Clothing)
- 2018 Best of Dover Business Award (Elliz Clothing)
- 2013 The Amelia Bloomer Book List Award (Womanthology: Heroic)
- 2010 - The Art of Xero Error (Xpanse CGI) Xero Error Competition (enlace roto disponible en Internet Archive; véase el historial, la primera versión y la última).
- 2003 - Concurso "Dibuja el baseball" (Cuadernos Apolo)
- 2000 - Concurso de dibujo "Preserva el medio ambiente"
- 1998 - Concurso de dibujo "Preserva el medio ambiente"
- 1997 - Concurso "Navidad de Colores" (Revista Al Compás del Listín Diario)
- 1996 - Concurso de dibujo "Barquito Bon" (Helados Bon)
- 1996 - Concurso relata una historia
- 1995 - Concurso "Navidad de Colores" (Revista Al Compás del Listín Diario)

### Nominaciones
- 2006 - Arroba de Oro (7 páginas) [www.arrobadeoro.com/ Página de Arroba de Oro]